# Transformación afín

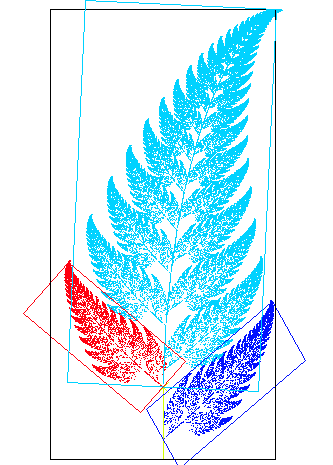
Una imagen de un helecho que exhibe autosimilitud afín.

En geometría, una transformación afín o aplicación afín (también llamada afinidad) entre dos espacios afines (en particular, dos espacios vectoriales) consiste en una transformación lineal seguida de una traslación:

{\displaystyle \mathbf {x} \mapsto \mathbf {A} \mathbf {x} +\mathbf {b} }

En el caso de dimensión finita, toda transformación afín puede representarse por una matriz {\displaystyle \mathbf {A} } y un vector {\displaystyle \mathbf {b} } que satisfacen ciertas propiedades que se especifican más adelante.
Geométricamente, una transformación afín en un espacio euclídeo es una transformación que preserva:
1. Las relaciones de colinealidad (y coplanaridad) entre puntos, es decir, puntos que recaían sobre una misma línea (o sobre un mismo plano) antes de la transformación, son preservadas tras una transformación afín.
2. Las razones entre distancias a lo largo de una línea, es decir, para tres puntos alineados distintos {\displaystyle P_{1},P_{2},P_{3},} las razones {\displaystyle |{\overline {P_{2}P_{1}}}|/|{\overline {P_{3}P_{2}}}|} antes y después de la transformación son iguales.

En general, una transformación afín está compuesta de transformaciones lineales (rotaciones, homotecias y cizallamientos) compuestas con una traslación o desplazamiento. En el caso 1-dimensional A y b se llaman, respectivamente, la pendiente y el término independiente.

## Definición matemática
Una transformación afín {\displaystyle f:\mathbb {A} \rightarrow \mathbb {A} '} entre dos espacios afines {\displaystyle (\mathbb {A} ,E,\delta )} y {\displaystyle (\mathbb {A} ',E',\delta ')}es una aplicación sobre los puntos que actúa linealmente sobre los vectores que los unen. Formalmente, {\displaystyle f} es una transformación afín si existe una aplicación lineal {\displaystyle g} tal que {\displaystyle \forall p,q\in \mathbb {A} ,}
{\displaystyle {\overrightarrow {f(p)~f(q)}}=g({\overrightarrow {pq}})}.

## Propiedades
| (1) Si {\displaystyle f} es una transformación lineal, {\displaystyle g} es única. Por tanto, la denotaremos como {\displaystyle g={\tilde {f}}} |
| Supongamos que existen dos aplicaciones {\displaystyle g,~h:E\rightarrow E'} con la propiedad de la definición. Fijamos {\displaystyle u\in E} y {\displaystyle p\in \mathbb {A} } arbitrarios. {\displaystyle g(u)=g({\overrightarrow {p,~p+u}})={\overrightarrow {f(p)~f(p+u)}}} {\displaystyle h(u)=h({\overrightarrow {p,~p+u}})={\overrightarrow {f(p)~f(p+u)}}} Por tanto, {\displaystyle \forall u\in E,~g(u)=h(u)}, por lo que {\displaystyle g=h}. Así, sólo existe una aplicación lineal con las condiciones de la definición. {\displaystyle \quad \square } |

| (2) Si {\displaystyle f} es una transformación afín, {\displaystyle ~f(p+u)=f(p)+{\tilde {f}}(u)\quad \forall p\in \mathbb {A} ,u\in E} |
| Tomamos {\displaystyle p\in \mathbb {A} } y {\displaystyle u\in E} arbitrarios. Por definición de transformación afín, tenemos que {\displaystyle {\overrightarrow {f(p)~f(p+u)}}={\tilde {f}}({\overrightarrow {p,~p+u}})={\tilde {f}}(u)\Rightarrow f(p+u)=f(p)+{\tilde {f}}(u)\quad \square } |

| (3) Dada una combinación afín {\displaystyle \sum _{i=1}^{n}{\alpha _{i}p_{i}}}, si {\displaystyle f} es una transformación afín, {\displaystyle f\left(\sum _{i=1}^{n}{\alpha _{i}p_{i}}\right)=\sum _{i=1}^{n}{\alpha _{i}f(p_{i})}} |
| Por definición de combinación afín, {\displaystyle \sum _{i=1}^{n}{\alpha _{i}p_{i}}=p_{0}+\sum _{i=1}^{n}{\alpha _{i}{\overrightarrow {p_{0}~p_{i}}}},} con {\displaystyle p_{0}\in \mathbb {A} } arbitrario. Así, {\displaystyle f\left(\sum _{i=1}^{n}{\alpha _{i}p_{i}}\right)=f\left(p_{0}+\sum _{i=1}^{n}{\alpha _{i}{\overrightarrow {p_{0}~p_{i}}}}\right)=f(p_{0})+{\tilde {f}}\left(\sum _{i=1}^{n}{\alpha _{i}{\overrightarrow {p_{0}~p_{i}}}}\right)=f(p_{0})+\sum _{i=1}^{n}{\alpha _{i}{\tilde {f}}({\overrightarrow {p_{0}~p_{i}}})}=f(p_{0})+\sum _{i=1}^{n}{\alpha _{i}{\overrightarrow {f(p_{0})~f(p_{i})}}}=\sum _{i=1}^{n}{\alpha _{i}f(p_{i})},} donde se han utilizado la definición de combinación afín con punto auxiliar {\displaystyle p_{0}}, la propiedad (2), la linealidad de {\displaystyle {\tilde {f}}}, la definición de {\displaystyle {\tilde {f}}} si {\displaystyle f} es una transformación afín y la definición de combinación afín con punto auxiliar {\displaystyle f(p_{0})} en cada igualdad, respectivamente. {\displaystyle \square } |

| (4) Dada una aplicación {\displaystyle f:\mathbb {A} \rightarrow \mathbb {A} '} y {\displaystyle p\in \mathbb {A} }, definimos {\displaystyle {\tilde {f_{p}}}:E\rightarrow E'} {\displaystyle u\mapsto {\overrightarrow {f(p)~f(p+u)}}} Entonces, son equivalentes, (i) {\displaystyle f} es transformación afín. (ii) {\displaystyle \forall p\in \mathbb {A} ,\quad {\tilde {f_{p}}}} es lineal. (iii) {\displaystyle \exists p\in \mathbb {A} } tal que {\displaystyle {\tilde {f_{p}}}} es lineal. |
| (i) {\displaystyle \Rightarrow } (ii): Sea {\displaystyle p\in \mathbb {A} } arbitrario. Queremos ver que {\displaystyle {\tilde {f_{p}}}} es lineal. Sean {\displaystyle \lambda \in \mathbb {K} } y {\displaystyle u,v\in E.} Sabiendo que {\displaystyle f} es una transformación afín, podemos aplicar la propiedad (2) y la definición de {\displaystyle {\tilde {f}}}. Así, por esto y utilizando la definición de {\displaystyle {\tilde {f_{p}}},} {\displaystyle {\tilde {f_{p}}}(u+\lambda v)={\overrightarrow {f(p)~f(p+u+\lambda v)}}={\overrightarrow {f(p),~(f(p)+{\tilde {f}}(u+\lambda v))}}={\tilde {f}}(u+\lambda v)={\tilde {f}}(u)+\lambda {\tilde {f}}(v)=\left({\overrightarrow {f(p)~f(p+u)}}\right)+\lambda \left({\overrightarrow {f(p)~f(p+v)}}\right)={\tilde {f_{p}}}(u)+\lambda {\tilde {f_{p}}}(v)} Por tanto, {\displaystyle {\tilde {f_{p}}}(u+\lambda v)={\tilde {f_{p}}}(u)+\lambda {\tilde {f_{p}}}(v)}, por lo que {\displaystyle {\tilde {f_{p}}}} es lineal para cualquier {\displaystyle p}, pues este era arbitrario. (ii) {\displaystyle \Rightarrow } (iii): Trivial. (iii) {\displaystyle \Rightarrow } (i): Para ver que {\displaystyle f} es una transformación afín, tenemos que ver que, fijando {\displaystyle q_{1},q_{2}\in \mathbb {A} }, existe la aplicación lineal {\displaystyle {\tilde {f}}:E\rightarrow E'} tal que {\displaystyle {\tilde {f}}({\overrightarrow {q_{1}q_{2}}})={\overrightarrow {f(q_{1})~f(q_{2})}}}. Con el {\displaystyle p} de la hipótesis (iii), definimos {\displaystyle u_{1}={\overrightarrow {pq_{1}}}\Rightarrow q_{1}=p+u_{1}} y {\displaystyle u_{2}={\overrightarrow {pq_{2}}}\Rightarrow q_{2}=p+u_{2}}. De esto tenemos que {\displaystyle {\overrightarrow {q_{1}~q_{2}}}=u_{2}-u_{1}.} Ahora, {\displaystyle {\overrightarrow {f(q_{1})~f(q_{2})}}={\overrightarrow {f(q_{1})~f(p)}}+{\overrightarrow {f(p)~f(q_{2})}}={\overrightarrow {f(p)~f(q_{2})}}-{\overrightarrow {f(p)~f(q_{1})}}={\overrightarrow {f(p)~f(p+u_{2})}}-{\overrightarrow {f(p)~f(p+u_{1})}}={\tilde {f_{p}}}(u_{2})-{\tilde {f_{p}}}(u_{1})={\tilde {f_{p}}}(u_{2}-u_{1})={\tilde {f_{p}}}({\overrightarrow {q_{1}q_{2}}}),} donde hemos utilizado que, por hipótesis, {\displaystyle {\tilde {f_{p}}}} es lineal. De lo anterior, tenemos que, necesariamente, {\displaystyle {\tilde {f}}={\tilde {f_{p}}}}, pero, por (iii), {\displaystyle {\tilde {f_{p}}}} es lineal, por lo que {\displaystyle {\tilde {f}}} es lineal y {\displaystyle f} es una transformación afín. {\displaystyle \square } |

## Caracterización geométrica
Veremos ahora que las transformaciones afines son y sólo son aquellas que conservan alineaciones de puntos y razones simples. Para ello, primero vamos a definir formalmente estas condiciones:
Dada {\displaystyle f:\mathbb {A} \rightarrow \mathbb {A} '}, diremos que {\displaystyle f} conserva alineaciones de puntos si
{\displaystyle m\in \left\langle p,q\right\rangle \Rightarrow f(m)\in \langle f(p),f(q)\rangle \quad \forall p,q,m\in \mathbb {A} }, 
donde {\displaystyle \langle S\rangle } representa el conjunto de las combinaciones afines del conjunto {\displaystyle S} o lo que es lo mismo, la variedad lineal más pequeña que contiene a {\displaystyle S}. La demostración de esto último se puede ver en el artículo de combinaciones afines.
Además, diremos que {\displaystyle f} conserva razones simples si cumple dos condiciones:
- {\displaystyle f} conserva razones de puntos
- Si {\displaystyle p,q,m\in \mathbb {A} } están alineados y {\displaystyle f(p)\neq f(q)} entonces {\displaystyle (p,q,m)=\left(f(p),f(q),f(m)\right)},

donde, dados  {\displaystyle a,b,c\in \mathbb {A} } alineados tales que {\displaystyle a\neq b}, definimos la razón simple {\displaystyle (a,b,c)=\lambda \in \mathbb {K} } si {\displaystyle {\overrightarrow {ac}}=\lambda \cdot {\overrightarrow {ab}}} .
Con estas definiciones, tenemos el siguiente teorema:
| Sea {\displaystyle f:\mathbb {A} \rightarrow \mathbb {A} '}, con {\displaystyle \mathbb {A} } y {\displaystyle \mathbb {A} '} espacios afines sobre un cuerpo de característica {\displaystyle {\text{car}}(\mathbb {K} )\neq 2}. Entonces, {\displaystyle f} es transformación afín {\displaystyle \Leftrightarrow } {\displaystyle f} conserva alineaciones y razones simples |
| Veamos las dos implicaciones. {\displaystyle (\Rightarrow )}: Supongamos que {\displaystyle f} es transformación afín. Veamos la conservación de alineaciones: Sean {\displaystyle m,p,q} alineados en {\displaystyle \mathbb {A} }. Escribimos que {\displaystyle m\in \langle p,q\rangle \Rightarrow m=ap+(1-a)q,} para cierto {\displaystyle a\in \mathbb {K} }, por definición de combinación afín. Aplicando {\displaystyle f} y utilizando la propiedad (3), que es cierta, pues {\displaystyle f} es transformación afín, {\displaystyle f(m)=f(ap+(1-a)q)=af(p)+(1-a)f(q)\in \langle f(p),f(q)\rangle \Rightarrow f(p),f(q),f(m)} están alineados. Como {\displaystyle p,q,m} eran puntos alineados arbitrarios, {\displaystyle f} conserva alineaciones. Veamos ahora la conservación de razones simples: Supongamos que {\displaystyle p,q,m\in \mathbb {A} } están alineados y que {\displaystyle f(p)\neq f(q)} (y necesariamente, por tanto, {\displaystyle p\neq q}). Podemos definir entonces {\displaystyle \alpha =(p,q,m)} Ahora, utilizando que {\displaystyle f} es una transformación afín, {\displaystyle \alpha =(p,q,m)\Rightarrow {\overrightarrow {pm}}=\alpha {\overrightarrow {pq}}\Rightarrow {\tilde {f}}({\overrightarrow {pm}})={\tilde {f}}(\alpha {\overrightarrow {pq}})=\alpha {\tilde {f}}({\overrightarrow {pq}})\Rightarrow {\overrightarrow {f(p)~f(m)}}=\alpha {\overrightarrow {f(p)~f(q)}}\Rightarrow (f(p),f(q),f(m))=\alpha } Por tanto, {\displaystyle f} conserva razones simples. {\displaystyle (\Leftarrow ):} Supongamos ahora que {\displaystyle {\text{car}}(\mathbb {K} )\neq 2} y que {\displaystyle f} conserva alineaciones y razones simples. Tomamos {\displaystyle p\in \mathbb {A} } arbitrario y definimos {\displaystyle {\tilde {f_{p}}}:E\rightarrow E'} tal que {\displaystyle {\tilde {f_{p}}}(u)={\overrightarrow {f(p)~f(p+u)}}\quad \forall u\in E.} Por la propiedad (4), para demostrar que {\displaystyle f} es una transformación afín, es suficiente ver que {\displaystyle {\tilde {f_{p}}}} es lineal. Hay que ver, pues, que lo es para el producto por escalar y para la suma. Veámoslo: - Producto por escalar: Sean {\displaystyle u\in E} y {\displaystyle \alpha \in \mathbb {K} }. Queremos ver que {\displaystyle {\tilde {f_{p}}}(\alpha u)=\alpha {\tilde {f_{p}}}(u).} Distinguimos dos casos: Supongamos que {\displaystyle f(p)=f(p+u)}: Entonces, {\displaystyle {\tilde {f_{p}}}(u)={\overrightarrow {f(p)~f(p+u)}}={\overrightarrow {f(p)~f(p)}}=0_{E'}.} Por otro lado, como {\displaystyle p+\alpha u\in \langle p,p+u\rangle } y {\displaystyle f} conserva alineaciones, {\displaystyle f(p+\alpha u)\in \langle f(p),f(p+u)\rangle =\{f(p)\}\Rightarrow f(p+\alpha u)=f(p)\Rightarrow {\tilde {f}}(\alpha u)={\overrightarrow {f(p)~f(p+\alpha u)}}=0_{E'}} Por tanto, {\displaystyle \alpha {\tilde {f_{p}}}(u)=\alpha \cdot 0_{E'}=0_{E'}={\tilde {f_{p}}}(\alpha u)}, por lo que en este caso se cumple la linealidad. Supongamos ahora que {\displaystyle f(p)\neq f(p+u)}: Tenemos que {\displaystyle p,p+u,p+\alpha u} están alineados, por lo que, por hipótesis, {\displaystyle f(p),f(p+u),f(p+\alpha u)} están alineados. Calculamos la razón simple {\displaystyle \lambda =(p,p+u,p+\alpha u)\Leftrightarrow {\overrightarrow {p,~p+\alpha u}}=\lambda {\overrightarrow {p,~p+u}}\Leftrightarrow \alpha u=\lambda u\Leftrightarrow \lambda =\alpha .} Por tanto, {\displaystyle (p,p+u,p+\alpha u)=\alpha } y, como {\displaystyle f} conserva las razones simples, {\displaystyle (f(p),f(p+u),f(p+\alpha u))=\alpha \Rightarrow {\overrightarrow {f(p)~f(p+\alpha u)}}=\alpha {\overrightarrow {f(p)~f(p+u)}}\Rightarrow {\tilde {f_{p}}}(\alpha u)=\alpha {\tilde {f_{p}}}(u)} Así, en cualquier caso se cumple la linealidad para el producto por escalar. - Suma: Sean {\displaystyle u,v\in E.} Queremos ver que {\displaystyle {\tilde {f_{p}}}(u+v)={\tilde {f_{p}}}(u)+{\tilde {f_{p}}}(v).} Sea {\displaystyle q={\frac {1}{2}}p+{\frac {1}{2}}(p+u+v),} que podemos definir porque la característica de {\displaystyle \mathbb {K} } es distinta de 2. Como {\displaystyle p,p+u,p+v,p+u+v} forman un paralelogramo, tenemos que {\displaystyle q={\frac {1}{2}}p+{\frac {1}{2}}(p+u+v)={\frac {1}{2}}(p+u)+{\frac {1}{2}}(p+v)} {\displaystyle (a1):} Supongamos que {\displaystyle f(p)\neq f(p+u+v)}. Observamos que {\displaystyle q={\frac {1}{2}}p+{\frac {1}{2}}(p+u+v)\Rightarrow (p,p+u+v,q)={\frac {1}{2}}\Rightarrow (f(p),f(p+u+v),f(q))={\frac {1}{2}}\Rightarrow f(q)={\frac {1}{2}}f(p)+{\frac {1}{2}}f(p+u+v)\quad (a)} {\displaystyle (a2):} Supongamos que {\displaystyle f(p)=f(p+u+v)}. Entonces, {\displaystyle f(q)\in \langle f(p),f(p+u+v)\rangle =\{f(p)\}\Rightarrow f(q)=f(p)=f(p+u+v)\Rightarrow f(q)={\frac {1}{2}}f(p)+{\frac {1}{2}}f(p+u+v)\quad (a)} Simétricamente, tenemos que {\displaystyle f(q)={\frac {1}{2}}f(p+u)+{\frac {1}{2}}f(p+v)\quad (b)} Ahora, restando {\displaystyle (b)-(a)}, obtenemos que {\displaystyle 0_{E'}=f(q)-f(q)={\frac {1}{2}}f(p+u)-{\frac {1}{2}}f(p)+{\frac {1}{2}}f(p+v)-{\frac {1}{2}}f(p+u+v)\Rightarrow } {\displaystyle \Rightarrow 0_{E'}=f(p+u)-f(p)+f(p+v)-f(p+u+v)=f(p+u)-f(p)+f(p+v)+(-f(p)+f(p))-f(p+u+v)=} {\displaystyle =(f(p+u)-f(p))+(f(p+v)-f(p))-(f(p+u+v)-f(p))={\overrightarrow {f(p)~f(p+u)}}+{\overrightarrow {f(p)~f(p+v)}}-{\overrightarrow {f(p)~f(p+u+v)}}=} {\displaystyle ={\tilde {f_{p}}}(u)+{\tilde {f_{p}}}(v)-{\tilde {f_{p}}}(u+v)\Rightarrow {\tilde {f_{p}}}(u+v)={\tilde {f_{p}}}(u)+{\tilde {f_{p}}}(v)} Así {\displaystyle {\tilde {f_{p}}}} es lineal para la suma. Por tanto, {\displaystyle {\tilde {f_{p}}}} es lineal y, por la propiedad (4), {\displaystyle f} es una transformación afín. {\displaystyle \quad \square } |

## Representación
El álgebra vectorial ordinaria usa la multiplicación por matrices para representar transformaciones lineales y la suma de vectores para representar traslaciones. Mediante "matrices ampliadas", resulta posible representar ambos tipos de transformaciones exclusivamente mediante multiplicación por matrices. La técnica para "ampliar los vectores" consiste en añadir un vector con una componente extra de valor unitario al resto de las componentes y a todas las matrices se le añade una columna al final con el vector que da la traslación y una fila al final con componentes cero y un 1 en la última posición, es decir:

{\displaystyle {\begin{pmatrix}x'_{1}\\\vdots \\x'_{n}\end{pmatrix}}={\begin{pmatrix}a_{11}&\dots &a_{1n}\\\vdots &\ddots &\vdots \\a_{n1}&\dots &a_{nn}\end{pmatrix}}{\begin{pmatrix}x_{1}\\\vdots \\x_{n}\end{pmatrix}}+{\begin{pmatrix}b_{1}\\\vdots \\b_{n}\end{pmatrix}}\,\,\sim \,\,{\begin{pmatrix}x'_{1}\\\vdots \\x'_{n}\\1\end{pmatrix}}={\begin{pmatrix}a_{11}&\dots &a_{1n}&b_{1}\\\vdots &\ddots &\vdots &\vdots \\a_{n1}&\dots &a_{nn}&b_{n}\\0&\dots &0&1\end{pmatrix}}{\begin{pmatrix}x_{1}\\\vdots \\x_{n}\\1\end{pmatrix}}}

O en forma más compacta:

{\displaystyle {\vec {y}}=\mathbf {A} {\vec {x}}+{\vec {b}}\,\,\sim \,\,{\begin{pmatrix}{\vec {y}}\\1\end{pmatrix}}={\begin{pmatrix}\mathbf {A} &{\vec {b}}\ \\0,\ldots ,0&1\end{pmatrix}}{\begin{pmatrix}{\vec {x}}\\1\end{pmatrix}}}

Esta representación permite ver rápidamente que el conjunto de todas las transformaciones afines invertibles es el producto semidirecto {\displaystyle \mathbb {K} ^{n}\oplus {\text{GL}}(n,\mathbb {K} )}; el grupo anterior bajo la operación de composición de transformaciones es un grupo llamado grupo afín de orden n. Como puede verse este grupo es un subgrupo de {\displaystyle {\text{GL}}(n+1,\mathbb {K} )}.

### Isometrías y semejanzas
Una transformación es invertible si y sólo si {\displaystyle \mathbf {A} } es invertible. En la representación matricial descrita anteriormente, la inversa tiene la forma:

{\displaystyle {\begin{bmatrix}\mathbf {A} ^{-1}&-\mathbf {A} ^{-1}{\vec {b}}\ \\0,\ldots ,0&1\end{bmatrix}}}

Las transformaciones afines invertibles (de un espacio afín en sí mismo) forman el llamado grupo afín que como se ha mencionado tiene al grupo lineal de orden n como subgrupo. El propio grupo afín de orden n es a su vez subgrupo del grupo lineal de orden n+1.

## Transformación de imágenes
En el ámbito del procesamiento digital de imágenes, las transformaciones afines son análogas a imprimir en una hoja de goma y estirar los bordes de forma paralela al plano. Esta transformación reubica los píxeles que requieren interpolación de intensidad para aproximar el valor de los píxeles desplazados; la interpolación bicúbica es el estándar para hacer las transformaciones de imágenes en las aplicaciones de procesamiento de la imagen. Las transformaciones afines escalar, rotan, y hacen simetría especular y cizallamiento de imágenes según los ejemplos siguientes:
| Nombre de la transformación                           | Matriz afín | Ejemplo         |
| ----------------------------------------------------- | --- | --------------- |
| Identidad (transforma la imagen original en sí misma) | {\displaystyle {\begin{pmatrix}1&0&0\\0&1&0\\0&0&1\end{pmatrix}}}                                                  |                 |
| Reflexión                                             | {\displaystyle {\begin{pmatrix}-1&0&0\\0&1&0\\0&0&1\end{pmatrix}}}                                                 |                 |
| Escalado                                              | {\displaystyle {\begin{pmatrix}c_{x}=2&0&0\\0&c_{y}=1&0\\0&0&1\end{pmatrix}}}                                      |                 |
| Rotación                                              | {\displaystyle {\begin{pmatrix}\cos(\theta )&\sin(\theta )&0\\-\sin(\theta )&\cos(\theta )&0\\0&0&1\end{pmatrix}}} | Con θ = π6 =30° |
| Cizallamiento                                         | {\displaystyle {\begin{pmatrix}1&c_{x}=0{,}5&0\\c_{y}=0&1&0\\0&0&1\end{pmatrix}}}                                  |                 |